# Stiftelsen Unga Kvinnors Värn
Denna artikel behandlar Stiftelsen UKV. För andra betydelser, se Ultrakortvåg (UKV)
Stiftelsen Unga Kvinnors Värn (UKV) startade 1914 och är därmed Sveriges äldsta kvinnohus. UKV stöttar idag kvinnor i utsatta situationer, till exempel kvinnor som blivit utsatta för kontroll, kränkningar och våld av sina partners, kvinnor som lever i en hederskultur, utsatta för hedersrelaterat hot och våld och kvinnor utsatta för sexuell människohandel.

## Historia
UKV grundades 1914 av Jakobs församling i samarbete med Ersta Diakonisällskap. Man hade i början av 1900-talet i Stockholms innerstad sett hur många kvinnor for illa genom prostitution, fattigdom, sjukdom och arbetslöshet.  Behovet av insatser var stort och UKV arbetade förebyggande. Till en början gick man ut på nattvandringar och sökte upp kvinnorna. Detta fortgick ända fram till 1970-talet. Genom gåvor i form av pengar och inventarier möjliggjordes att en lägenhet kunde anskaffas där kvinnor kunde bo tillfälligt. Arbetet finansierades till en början helt av frivilliga gåvor och utfördes av diakonissor från Ersta som också bodde på UKV.
Under 1960-talet kom en våg av droger vilket påverkade UKV:s arbete. Många kvinnor kom dit för att vila och äta upp sig och många mådde mycket dåligt fysiskt och psykiskt. UKV öppnade sina dörrar för alla kategorier kvinnor, även sådana med tunga missbruk och kvinnor med barn. Under 1980-talet uppmärksammades de misshandlade kvinnornas situation. I mitten av 1990-talet började media uppmärksamma att unga kvinnor med invandrarbakgrund utsattes för dödshot och mordförsök av nära anhöriga. UKV började då ta emot unga kvinnor som behövde skydd och stöd på grund av hedersrelaterad problematik. I början av 2000-talet tog UKV emot de första kvinnorna som utsatts för sexuell människohandel. 
Arbetet på UKV har hela tiden anpassats efter de behov som uppstått i samhället när det gäller utsatta kvinnors situation. Det finns en stor erfarenhet, engagemang och dokumenterad tidshistorisk kunskap om socialt arbete med kvinnor som på många sätt är unik. 

## UKV idag
UKV är en icke-vinstinriktad stiftelse som styrs av en ideellt arbetande styrelse. Organisationen har cirka tio anställda och finansieras via vårdavgifter från socialtjänsten, stiftelser och fonder samt privata gåvor, testamenten, kollekter etcetera. UKV driver ett kris- och motivationshem på skyddad adress (skyddat boende) som är ett HVB-hem och står därmed under socialstyrelsens tillsyn. UKV driver även ett antal stödlägenheter, tjejgrupp och terapiverksamhet för unga kvinnor. De anställa är främst socionomer eller har liknande adekvat utbildning. UKV:s vision är att "Stärka unga kvinnors rätt och förmåga att leva sina egna liv". Arbetet med kvinnorna utgår från kvinnans individuella förmågor och behov. Stiftelsen har ett 90-konto hos Svensk insamlingskontroll 